# Fehér Lipót
Fehér Lipót (Hódmezővásárhely, 1847 – Szeged, 1915) hegedűművész, cigányprímás.
Kiváló hegedűművész volt. Ő tanította Frigyes és Lipót Szalvátor főherceg  gyermekeit hegedülni s József főherceg részéről magas kitüntetésben részesült. Amerikában is járt, Londonban pedig professzori címmel tüntették ki, míg a párizsi világkiállításon a nagy aranyérmet nyerte el.